# NiziU
NiziU (яп. ニジュー; кор. 니쥬, читається укр. «Ніджю») — японський жіночий гурт, сформований JYP Entertainment і Sony Music Entertainment Japan. Гурт складається з дев'яти учасниць: Мако, Ріо, Майя, Ріку, Аяка, Маюка, Ріма, Мііхі та Ніна. NiziU було створено через реаліті-шоу на виживання Nizi Project (2020), а дебют відбувся 2 грудня 2020 року, з синглом «Step and a Step».

## Історія
29 січня 2019 року JYP Entertainment оголосили про плани створити японську жіночу групу, за їх баченням «K-pop 3.0» — «Глобалізація через локалізацію.» Прослуховування для цієї нової дівочої групи проходили у восьми японських містах, на Гаваях і в Лос-Анджелесі, для жінок віком від 15 до 22 років. NiziU було сформовано через проект Nizi, у якому брали участь 26 учасників, і який транслювався щотижня на Hulu Japan з 31 січня по 26 червня 2020 року. Він розповсюджувався також через офіційний канал JYP Entertainment на YouTube. Шоу було розділене на два сезони: перший сезон показував прослуховування майбутніх учасниць по всій Японії та скорочення потенційного складу до 14 із 26 дівчат, обраних J.Y.Park; другий сезон показував переїзд дівчат до Південної Кореї для тренування на шість місяців.
У фінальному епізоді Nizi Project публіці був анонсований дебютний склад. Як артисти JYP Entertainment, гурт також анонсував партнерство з Sony Music Japan для продажу альбомів та менеджменту під час активностей у Японіі.

## Учасниці
| Псевдонім | Псевдонім | Справжнє ім'я | Справжнє ім'я  | Справжнє ім'я | Дата народження   | Країна |
| --------- | --------- | ------------- | -------------- | ------------- | ----------------- | ------ |
| Мако      | マコ      | Мако Ямагучі  | Mako Yamaguchi | 山口 真子     | 4 квітня 2001     | Японія |
| Ріо       | リオ      | Ріо Ханабаші  | Rio Hanabashi  | 花橋 梨緒     | 4 лютого 2002     | Японія |
| Мая       | マヤ      | Мая Кацумура  | Maya Katsumura | 勝村 摩耶     | 8 квітня 2002     | Японія |
| Ріку      | リク      | Ріку Оэ       | Riku Oe        | 大江 梨久     | 26 жовтня 2002    | Японія |
| Аяка      | アヤカ    | Аяка Арай     | Ayaka Arai     | 新井 彩花     | 20 червня 2003    | Японія |
| Маюка     | マユカ    | Маюка Ого     | Mayuka Ogo     | 小合 麻由奈   | 13 листопада 2003 | Японія |
| Ріма      | リマ      | Ріма Йокой    | Rima Yokoi     | 中林 里茉     | 26 березня 2004   | Японія |
| Мііхі     | ミイヒ    | Мііхі Судзуно | Miihi Suzuno   | 鈴野 未光     | 12 серпня 2004    | Японія |
| Ніна      | ニナ      | Ніна Хілман   | Nina Hillman   | ヒルマン ニナ | 27 лютого 2005    | США    |

## Дискографія

### Студійні альбоми
| Назва   | Деталі                                                                                           | Пікові позиції у чартах | Пікові позиції у чартах | Продажі                                          | Сертифікації            |
| Назва   | Деталі                                                                                           | JPN                     | JPN Hot                 | Продажі                                          | Сертифікації            |
| ------- | ------------------------------------------------------------------------------------------------ | ----------------------- | ----------------------- | ------------------------------------------------ | ----------------------- |
| U       | - Реліз: 24 листопада 2021 - Лейбл: JYP, Epic Japan - Формат: CD, цифрове завантаження, стриминг | 1                       | 1                       | - Японія: 244,285 (Фіз.) - Японія: 10,001 (Циф.) | - RIAJ: Platinum (Фіз.) |
| Coconut | - Реліз: 19 липня 2023 - Лейбл: JYP, Epic Japan - Формат: CD, цифрове завантаження, стриминг     | 1                       | 1                       | - Японія: 197,288 (Фіз.)                         | - RIAJ: Platinum (Фіз.) |

### Мініальбоми
| Назва          | Деталі                                                                                    | Пікові позиції у чартах | Пікові позиції у чартах | Продажі                  | Сертифікації        |
| Назва          | Деталі                                                                                    | JPN                     | JPN Hot                 | Продажі                  | Сертифікації        |
| -------------- | ----------------------------------------------------------------------------------------- | ----------------------- | ----------------------- | ------------------------ | ------------------- |
| Make You Happy | - Реліз: 30 червня 2020 - Лейбл: JYP, Epic Japan - Формат: цифрове завантаження, стриминг | —                       | 1                       | - Японія: 118,190 (Циф.) | - RIAJ: Gold (Циф.) |

### Сингл-альбоми
| Назва      | Деталі | Пікові позиції у чартах | Пікові позиції у чартах | Продажі                   |
| Назва      | Деталі | JPN                     | KOR                     | Продажі                   |
| ---------- | --- | ----------------------- | ----------------------- | ------------------------- |
| Press Play | - Реліз: 30 жовтня 2023 - Лейбл: JYP - Формат: CD, цифрове завантаження, стриминг Трек-лист 1. «Heartris» 2. «Lucky Star» 3. «Paradise» (Korean version) | 7                       | 5                       | - Південна Корея: 159,599 |

### Сингли
| Назва                                                                            | Рік       | Пікові позиції у чартах | Пікові позиції у чартах | Пікові позиції у чартах | Пікові позиції у чартах | Продажі                                          | Сертифікації                                             | Альбом               |
| Назва                                                                            | Рік       | JPN                     | JPN Hot                 | KOR DL                  | WW                      | Продажі                                          | Сертифікації                                             | Альбом               |
| Японіські                                                                        | Японіські | Японіські               | Японіські               | Японіські               | Японіські               | Японіські                                        | Японіські                                                | Японіські            |
| -------------------------------------------------------------------------------- | --------- | ----------------------- | ----------------------- | ----------------------- | ----------------------- | ------------------------------------------------ | -------------------------------------------------------- | -------------------- |
| «Make You Happy»                                                                 | 2020      | —                       | 2                       | —                       | 129                     | - Японія: 298,027 (Циф.)                         | - RIAJ: - Platinum (Циф.) - 3× Platinum (Ст.)            | Make You Happy       |
| «Step and a Step»                                                                | 2020      | 1                       | 1                       | —                       | —                       | - Японія: 431,994 (Фіз.) - Японія: 80,876 (Циф.) | - RIAJ: - Platinum (Фіз.) - Gold (Циф.) - Platinum (Ст.) | U                    |
| «Take a Picture»                                                                 | 2021      | 1                       | 1                       | —                       | —                       | - Японія: 366,575 (Фіз.) - Японія: 87,206 (Циф.) | - RIAJ: - Platinum (Фіз.) - Gold (Циф.) - Platinum (Ст.) | U                    |
| «Poppin' Shakin'»                                                                | 2021      | 1                       | 7                       | —                       | —                       | - Японія: 366,575 (Фіз.) - Японія: 69,553 (Циф.) | - RIAJ: - Platinum (Фіз.) - Platinum (Ст.)               | U                    |
| «Super Summer»                                                                   | 2021      | —                       | 8                       | —                       | —                       | - Японія: 22,648 (Циф.)                          |                                                          | U                    |
| «Chopstick»                                                                      | 2021      | —                       | 7                       | —                       | —                       |                                                  | - RIAJ: Gold (Ст.)                                       | U                    |
| «Need U»                                                                         | 2021      | —                       | 80                      | —                       | —                       |                                                  |                                                          | U                    |
| «Asobo»                                                                          | 2022      | —                       | 5                       | —                       | —                       | - Японія: 13,791 (Циф.)                          |                                                          | Coconut              |
| «Clap Clap»                                                                      | 2022      | 1                       | 1                       | —                       | —                       | - Японія: 199,156 (Фіз.)                         | - RIAJ: Platinum (Фіз.)                                  | Coconut              |
| «Blue Moon»                                                                      | 2022      | 2                       | 4                       | —                       | —                       | - Японія: 194,524 (Фіз.)                         | - RIAJ: Platinum (Фіз.)                                  | Сингл без альбому    |
| «Paradise»                                                                       | 2023      | 2                       | 1                       | —                       | —                       | - Японія: 187,224 (Фіз.)                         | - RIAJ: Gold (Фіз.)                                      | Coconut              |
| «Coconut»                                                                        | 2023      | —                       | 30                      | —                       | —                       |                                                  |                                                          | Coconut              |
| «Memories»                                                                       | 2024      | —                       | 27                      | —                       | —                       | - Японія: 5,197 (Циф.)                           |                                                          | Сингли поза альбомом |
| «Sweet Nonfiction»                                                               | 2024      | —                       | 21                      | —                       | —                       | - Японія: 8,114 (Циф.)                           |                                                          | Сингли поза альбомом |
| Корейські                                                                        |           |                         |                         |                         |                         |                                                  |                                                          |                      |
| «Heartris»                                                                       | 2023      | —                       | 10                      | 94                      | —                       | - Японія: 13,723 (Циф.)                          |                                                          | Press Play           |
| «—» релізи, що не потрапили у чарти або не були випущені у відповідних регіонах. |           |                         |                         |                         |                         |                                                  |                                                          |                      |

### Інші пісні у чартах
| Назва                                                                            | Рік      | Пікові позиції у чартах | Пікові позиції у чартах | Продажі                | Сертифікації       | Альбом          |
| Назва                                                                            | Рік      | JPN Hot                 | KOR DL                  | Продажі                | Сертифікації       | Альбом          |
| Японські                                                                         | Японські | Японські                | Японські                | Японські               | Японські           | Японські        |
| -------------------------------------------------------------------------------- | -------- | ----------------------- | ----------------------- | ---------------------- | ------------------ | --------------- |
| «Baby I'm a Star»                                                                | 2020     | 14                      | —                       |                        | - RIAJ: Gold (Ст.) | Make You Happy  |
| «Boom Boom Boom»                                                                 | 2020     | 15                      | —                       |                        | - RIAJ: Gold (Ст.) | Make You Happy  |
| «Beyond the Rainbow» (虹の向こうへ)                                              | 2020     | 19                      | —                       |                        | - RIAJ: Gold (Ст.) | Make You Happy  |
| «Sweet Bomb!»                                                                    | 2020     | 42                      | —                       | - Японія: 8,850 (Циф.) |                    | Step and a Step |
| «Joyful»                                                                         | 2020     | 44                      | —                       | - Японія: 8,476 (Циф.) |                    | Step and a Step |
| «I Am»                                                                           | 2021     | 49                      | —                       | - Японія: 7,698 (Циф.) |                    | U               |
| Корейські                                                                        |          |                         |                         |                        |                    |                 |
| «Lucky Star»                                                                     | 2023     | —                       | 170                     | - Японія: 2,447 (Циф.) |                    | Press Play      |
| «Paradise» (Korean version)                                                      | 2023     | —                       | 172                     |                        |                    | Press Play      |
| «—» релізи, що не потрапили у чарти або не були випущені у відповідних регіонах. |          |                         |                         |                        |                    |                 |

## Відеографія

### Музичні відео
| Рік  | Музичне відео                    | Режисер(и)                                              | Прим.         |
| ---- | -------------------------------- | ------------------------------------------------------- | ------------- |
| 2020 | «Make You Happy»                 | Kim Young-jo, Yoo Seung-woo (Naive Creative Production) | [ 55 ]        |
| 2020 | «Step and a Step»                | Naive Creative Production                               | [ 56 ]        |
| 2021 | «Take a Picture»                 | Naive Creative Production                               | [ 57 ]        |
| 2021 | «Poppin' Shakin'»                | Naive Creative Production                               | [ 58 ]        |
| 2021 | «Chopstick»                      | Naive Creative Production                               | [ 59 ]        |
| 2021 | «Need U»                         | Jimmy (VIA)                                             | [ 60 ] [ 61 ] |
| 2021 | «Take a Picture» (English ver.)  | Naive Creative Production                               | [ 62 ]        |
| 2021 | «Poppin' Shakin'» (English ver.) | Naive Creative Production                               | [ 63 ]        |
| 2021 | «Chopstick» (Another ver.)       | Naive Creative Production                               | [ 64 ]        |
| 2022 | «Asobo»                          | SL8IGHT Visual Lab                                      | [ 65 ]        |
| 2022 | «Asobo (English ver.)»           | SL8IGHT Visual Lab                                      | [ 66 ]        |
| 2022 | «Clap Clap»                      | Naive Creative Production                               | [ 67 ]        |
| 2022 | «Blue Moon»                      | Невідомий                                               | [ 68 ]        |
| 2023 | «Paradise»                       | Naive Creative Production                               | [ 69 ]        |
| 2023 | «Coconut»                        | Невідомий                                               | [ 70 ]        |
| 2023 | «Heartris»                       | Lee Hye-su, Hong Jae-hwan (Swisher Film)                | [ 71 ]        |
| 2024 | «Sweet Nonfiction»               | Lee Hye-su, Hong Jae-hwan (Swisher Film)                | [ 72 ] [ 73 ] |

### Відеоальбоми
| Назва                                                                            | Деталі                                                        | Пікові позиції у чартах | Продажі          |
| Назва                                                                            | Деталі                                                        | JPN Blu-ray             | Продажі          |
| -------------------------------------------------------------------------------- | ------------------------------------------------------------- | ----------------------- | ---------------- |
| NiziU Live with U 2022 «Burn it Up» in Tokyo Dome                                | - Реліз: 10 травня 2023 - Лейбл: Epic Japan - Format: Blu-ray | 1                       | - Японія: 33,673 |
| NiziU Live with U 2023 «COCO! nut Fes.» -Stadium Special- in ZOZO Marine Stadium | - Реліз: 1 травня 2024 - Лейбл: Epic Japan - Format: Blu-ray  | В очікуванні            | В очікуванні     |

## Нагороди і номінації
| Церемонія                      | Рік  | Категорія                          | Номінант/ робота | Результат | Прим.  |
| ------------------------------ | ---- | ---------------------------------- | ---------------- | --------- | ------ |
| Asia Artist Awards             | 2021 | Female Idol Group Popularity Award | NiziU            | Номінація | [ 76 ] |
| Asia Artist Awards             | 2022 | Hot Trend Award — Singer           | NiziU            | Перемога  | [ 77 ] |
| Asia Star Entertainer Awards   | 2024 | The Best Group                     | NiziU            | Перемога  | [ 78 ] |
| Asia Star Entertainer Awards   | 2024 | The Best Star (Japan)              | NiziU            | Перемога  | [ 78 ] |
| Circle Chart Music Awards      | 2024 | New Artist of the Next Generation  | NiziU            | Перемога  | [ 79 ] |
| Circle Chart Music Awards      | 2024 | Mubeat Global Choice — Female      | NiziU            | Перемога  | [ 79 ] |
| Japan Gold Disc Award          | 2021 | Best 5 New Artist                  | NiziU            | Перемога  | [ 80 ] |
| Japan Gold Disc Award          | 2021 | Best 5 Songs by Download           | «Make You Happy» | Перемога  | [ 81 ] |
| Japan Gold Disc Award          | 2021 | Best 5 Songs by Streaming          | «Make You Happy» | Перемога  | [ 82 ] |
| Japan Record Awards            | 2020 | Special Achievement Award          | NiziU            | Перемога  | [ 83 ] |
| Japan Record Awards            | 2021 | Excellent Work Award               | «Take a Picture» | Перемога  | [ 84 ] |
| Japan Record Awards            | 2022 | Excellent Work Award               | «Clap Clap»      | Перемога  | [ 85 ] |
| K-Star MVA                     | 2023 | Best Artist — Women                | NiziU            | Перемога  | [ 86 ] |
| MTV Video Music Awards Japan   | 2020 | Best Dance Video                   | «Make You Happy» | Перемога  | [ 55 ] |
| MTV Video Music Awards Japan   | 2021 | Best Buzz Award                    | NiziU            | Перемога  | [ 87 ] |
| MTV Video Music Awards Japan   | 2023 | Best Pop Video                     | «Paradise»       | Перемога  | [ 88 ] |
| Vogue Japan Women of the Year  | 2020 | Idol Category Award                | NiziU            | Перемога  | [ 89 ] |
| Yahoo! Japan Search Awards     | 2020 | Idol Category Award                | NiziU            | Перемога  | [ 90 ] |
| CD Shop Awards                 | 2021 | Prize Awards                       | U                | Перемога  | [ 91 ] |
| We Push! Yamano CD Music Award | 2022 | Special Award                      | U                | Перемога  | [ 92 ] |

## Нотатки
1. ↑  Мініальбом Make You Happy не потрапив у Oricon Albums Chart, але посів 1 місце у Oricon Digital Albums Chart[15].
2. ↑  Сингл «Make You Happy» не потрапив у Oricon Singles Chart, але посів 1 місце у Oricon Digital Singles Chart[25].
3. ↑  Сингл «Super Summer» не потрапив у Oricon Singles Chart, але посів 3 місце у Oricon Digital Singles Chart[41].